# Maxima Reality
MAXIMA REALITY, s.r.o. je realitní kancelář působící v České republice. Od roku 1997, kdy vznikla, spolupracovala firma s více než 53 000 klienty a hodnota všech realizovaných transakcí přesáhla 41 mld. Kč. Kromě samotného prodeje a pronájmu nemovitých věcí se zaměřuje na profesionální realitní poradenství a s ním spojené služby. Maxima Reality zaměstnává zhruba 45 lidí.[zdroj?]

## Historie
Maximu založila v roce 1997 Marta Slánská jako společnost s ručením omezeným. Firma sídlila na Washingtonově ulici v Praze, specializovala se dlouhodobě výhradně na Prahu a okolí.[zdroj?]
V roce 2014 firmu MAXIMA REALITY, s.r.o. koupila developerská skupina Finep, avšak oba subjekty nadále podnikaly pod svými původními jmény. Generálním ředitelem se tehdy stal Vladimír Zuzák, který ve Finepu již dříve působil na pozici obchodního ředitele.[zdroj?]
Vladimír Zuzák firmu o několik let později koupil, v roce 2019 přešla do jeho výhradního vlastnictví. Vedení Finepu krok prodeje Maxima Reality zdůvodnilo tím, že se chce primárně věnovat developerské činnosti. Aktuálně[kdy?] je Vladimír Zuzák majitelem a výkonným ředitelem realitní společnosti, vedle toho Zuzák vlastní taky developerskou firmu Maverick s.r.o.
Maxima Reality se za dobu svého působení stala největší nesíťovou realitní kanceláří v Praze. V roce 2018 – podle vyjádření jejího předchozího vlastníka společnosti Finep – uskutečnila na 800 realitních transakcí. Dnes[kdy?] Maxima Reality sídlí vedle paláce Kotva na Revoluční ulici. V roce 2020 začala expandovat z Prahy a okolí i do dalších krajů České republiky.[zdroj?]

## Zajímavosti
Zakladatelka společnosti Marta Slánská je dcera popraveného generálního tajemníka KSČ Rudolfa Slánského.